# Ante Razov
Ante Razov (* 2. März 1974 in Whittier, Kalifornien) ist ein ehemaliger US-amerikanischer Fußballspieler.
Seit 2015 ist er Assistenztrainer des Seattle Sounders FC.

## Karriere
Razov wuchs in Kalifornien auf und spielte an der University of California, Los Angeles, wo er von Los Angeles Galaxy entdeckt wurde. In den zwei Jahren, die er dort unter Vertrag stand, kam er selten zum Einsatz, weshalb er 1998 zu Chicago Fire wechselte.
Die Jahre in Chicago wurden für ihn zu seinen erfolgreichsten. Er wurde fünfmal bester Torschütze seiner Mannschaft, gewann 1998 den MLS Cup, 1998, 2000 und 2003 den US Open Cup und wurde 2003 in das MLS-Best-XI-Team gewählt. Nachdem er in der Saison 2000/01 Zwischenstation beim spanischen Zweitligaclub Racing de Ferrol gemacht hatte, blieb er in Chicago noch bis 2004, als er nach einer enttäuschenden Saison an die Columbus Crew verkauft wurde.
Weitere Stationen waren die New York Red Bulls und CD Chivas USA, wo er seit 2006 unter Vertrag steht.
Sein erstes Länderspiel für die Fußballnationalmannschaft der Vereinigten Staaten bestritt Razov 1995 noch während seiner Zeit am College. Er schoss insgesamt sechs Tore in 25 Einsätzen für das Nationalteam.
2010 beendete Razov seine Karriere.